# Reggie Lucas
Reginald Grant Lucas, mais conhecido como Reggie Lucas, (Queens, 25 de fevereiro de 1953 – Nova Iorque, 19 de maio de 2018) foi um músico, compositor e produtor musical americano.
Lucas ficou conhecido por ter produzido a maioria dos álbuns de estreia de Madonna em 1983, por seu trabalho de produção com o percussionista Mtume e por tocar com a banda de Miles Davis na primeira metade da década de 1970. Foi também produtor de artistas como Four Tops, Rebbie Jackson e Bunny DeBarge.
Escreveu diversas músicas como Borderline e Physical Attraction.

## Discografia

### Como produtor
- Madonna – Madonna (Sire, 1983)
- Models – Out of Mind, Out of Sight (Mushroom, 1985)
- The Four Tops – Magic (1985, Motown, 1985)
- Randy Crawford – Abstract Emotions (Warner Bros., 1986)
- Rebbie Jackson – Reaction (Columbia, 1986)
- Bunny DeBarge – In Love (Motown, 1987)
- John Adams – Strong (A&M, 1987)
- Elisa Fiorillo – Elisa Fiorillo (Chrysalis, 1987)
- The Weather Girls – The Weather Girls (Columbia, 1988)
- Nick Scotti – Nick Scotti (Reprise, 1993)

### Como produtor comJames Mtume
- Stephanie Mills – What Cha' Gonna Do with My Lovin' (20th Century, 1979)
- Phyllis Hyman – You Know How to Love Me (Arista, 1979)
- Rena Scott – Come On Inside (Buddah, 1979)
- Stephanie Mills – Sweet Sensation (20th Century, 1980)
- Gary Bartz – Bartz (Arista, 1980)
- Stephanie Mills – Stephanie (20th Century, 1981)
- Marc Sadane – One Way Love Affair (Warner Bros., 1981)
- Stephanie Mills – Tantalizingly Hot (Casablanca, 1982)
- Lou Rawls – Now Is The Time (Epic, 1982)
- The Spinners – Can't Shake This Feeling (Atlantic, 1981)
- Marc Sadane – Exciting (Warner Bros., 1982)
- The Best of Mtume & Lucas (Expansion, 2004) – compilação

### Como compositor
- Roberta Flack and Donny Hathaway – "The Closer I Get to You" (escrito por Reggie Lucus e James Mtume) em Blue Lights in the Basement (Atlantic, 1978)
- Stephanie Mills – What Cha Gonna Do with My Lovin' (20th Century Fox, 1979)
- Phyllis Hyman – "You Know How to Love Me" (1979)
- Roberta Flack and Donny Hathaway – "Back Together Again" (1980)
- Stephanie Mills – "Never Knew Love Like This Before" on Sweet Sensation (20th Century Fox, 1980)
- Madonna – "Borderline" and "Physical Attraction" on Madonna (Sire, 1983)

### Como líder
- Survival Themes (East Wind, 1976)
- Sunfire (Warner Bros., 1982)

### Como sideman
Com Miles Davis
- On The Corner (Columbia, 1972)
- In Concert: Live at Philharmonic Hall (Columbia, 1973)
- Dark Magus (CBS Sony, 1974)
- Get Up With It (Columbia, 1974)
- Agharta (CBS Sony, 1975)
- Pangaea (CBS Sony, 1976)
- The Complete Miles Davis at Montreux (Columbia, 2002) - 1973
- The Complete On the Corner Sessions (Columbia, 2007)
- Miles Davis at Newport 1955-1975: The Bootleg Series Vol. 4 (Columbia Legacy, 2015)

Com Carlos Garnett
- Black Love (Muse, 1974)
- Journey to Enlightenment (Muse, 1974)
- Let This Melody Ring On (Muse, 1975)

Com Norman Connors
- Slewfoot (Buddah, 1974)
- Saturday Night Special (Buddah, 1975)
- Romantic Journey (Buddah, 1977)
- Aquarian Dream (Buddah, 1976) - arranger

Com outros
- Babatunde Olatunji – Soul Makossa (Paramount, 1973)
- Vitamin E – Sharing (Buddah, 1977) - arranger
- Flora Purim – Nothing Will Be As It Was… Tomorrow (Warner Bros., 1977)
- Lonnie Liston Smith – Visions of a New World (Flying Dutchman, 1975)
- Hubert Eaves – Esoteric Funk (East Wind, 1979)
- Roberta Flack – Blue Lights in the Basement (Atlantic, 1977)
- Roberta Flack – Roberta Flack Featuring Donny Hathaway (Atlantic, 1980)
- Urszula Dudziak – Urszula (Arista, 1975)
- James Mtume – Rebirth Cycle (Third Street, 1977)
- Gary Bartz – The Shadow Do (Prestige, 1975)
- Zbigniew Seifert – Zbigniew Seifert (Capitol, 1977)
- John Lee/Gerry Brown – Still Can’t Say Enough (Blue Note, 1976)
- Masabumi Kikuchi's Kochi – Wishes (East Wind, 1976)
- Shunzo Ohno – Bubbles (East Wind, 1976)